# Pyelito kue-Mbarakay
Pyelito kue e Mbarakay são tekohas (terras  de ocupação tradicional indígena) de origem guarani kaiowá, no Mato Grosso do Sul. Em outubro de 2012, comunidades originárias de Pyelito kue-Mbarakay, em disputa fundiária com fazendeiros em Iguatemi, MS, escreveram um manifesto direcionado ao Governo e à Justiça Federal. A carta ganhou grande repercussão na internet e também foi amplamente divulgada pela imprensa. Nela, a comunidade protesta contra uma decisão da Justiça Federal de Naviraí, MS, que reconhece a área em que os indígenas vivem, às margens do rio Jogui (Hovy), na Fazenda Cambará, como propriedade particular, decretando assim sua expulsão. No manifesto, os indígenas afirmam que não sairão do local, resistindo até a morte, o que foi interpretado como suicídio coletivo.

## Terras indígenas
A grande maioria da população originária das diversas microrregiões dos tekoha Mbarakay e Pyelito se encontra hoje habitando as Terras Indígenas  Sassoró, Jaguapiré (Tacuru, MS), Amambai, Limão Verde (Amambai, MS) e Iguatemipeguá (Iguatemi, MS, em identificação, na qual sucedeu o fato da carta). 